# شيفروليه كورفيت سي 8
شيفروليه كورفيت سي 8 هي الجيل الثامن من سيارة شيفروليه كورفيت، بدأ إنتاج السيارة في 3 فبراير 2020م.